# Microrregión de Itapecerica da Serra
La microrregión de Itapecerica da Serra es una de las microrregiones del estado brasileño de São Paulo perteneciente a la mesorregión Metropolitana de São Paulo. Su población fue estimada en 2010 por el IBGE en 986.638 habitantes y está dividida en ocho municipios. Posee un área total de 1.462,761 km².

## Municipios
- Cotia, 201.023 habitantes;
- Embu das Artes, 240 007 habitantes;
- Embu-Guaçu, 62 846 habitantes;
- Itapecerica da Serra, 152 380 habitantes;
- Juquitiba, 28 732 habitantes;
- São Lourenço da Serra, 13 985 habitantes;
- Taboão da Serra, 244 719 habitantes;
- Vargem Grande Paulista, 42 946 habitantes.